# تینکر وارز
تینکر وارز (انگلیسی: Tinker Juarez؛ زادهٔ ۴ مارس ۱۹۶۱) دوچرخه‌سوار اهل ایالات متحده آمریکا است.
وی در مسابقات کشوری و بین‌المللی در مجموع برندهٔ ۱ مدال نقره شده‌است.